# Дрё-Брезе, Анри-Эврар де
Анри Эврар, маркиз де Дрё-Брезе (фр. Henri Evrard, marquis de Dreux-Brézé; 6 мая 1762, Париж — 27 января 1829, там же) — французский государственный деятель и придворный из рода Дрё-Брезе времён конца Старого режима и Реставрации Бурбонов. Обер-церемониймейстер Франции с 1781 по 1792 и с 1814 по 1829.

## Ранняя жизнь
Анри Эврар был единственным сыном Иоахима маркиза де Дрё-Брезе и Луизы де Куртарвель де Пезе и внуком Тома де Дрё-Брезе. Его отец и дед также были обер-церемониймейстерами двора.  Родился Анри Эврар 6 мая 1762 года, в Париже,  вырос в  сельской усадьбе,  в 14 лет поступил в компанию господ курсантов Военного училища. Его военная карьера была короткой и быстро закончилась.

## При французском дворе
В 1781 году, после смерти отца, он унаследовал должность Обер-церемониймейстера Франции, но исполнять свои обязанности он начал только в  1787 году,  так как на момент смерти отца ему было только пятнадцать лет. В 1787 году Дрё-Брезе участвует в подготовке собрания нотаблей, созванного Калонном. В 1788 году, он готовит уже собрание Генеральных Штатов в Версале, которое состоится в 1789 году.

## Роль в Генеральных Штатах
После открытия Генеральных Штатов, Дрё-Брезе быстро становится объектом враждебности со стороны депутатов третьего сословия, которые обвиняют его в раболепии перед королём.  Кульминация конфликта происходит на королевской сессии от 23 июня 1789 года, когда Людовик XVI решает разогнать Генеральные штаты. Учитывая отказ депутатов третьего сословия и некоторых представителей духовенства, Анри-Эврар де Дрё-Брезе напоминает приказ короля Байи, декану третьего сословия.
Граф Мирабо, делает шаг вперёд и говорит: "Идите и скажите Вашему господину, что мы здесь собрались по воле народа, и что нас нельзя удалить отсюда иначе, как силою штыков." Точная формулировка этой цитаты очень спорная. Так,  газета Moniteur, в своём  репортаже,  опубликованным 25 июня 1789 года, приводит гораздо более длинную версию этой цитаты, которая в целом соответствует тому, что сообщает сам Мирабо  в письме к своим избирателям.

## В годы Революции и при Реставрации Бурбонов
В 1791 году, вскоре после ареста Людовика XVI в Варенне, Анри-Эврар де Дрё-Брезе был также арестован, но затем отпущен. В 1791 году он возобновил свою службу при дворе и защищал королевскую семью во время повторного ареста 10 августа 1792 года, а затем уехал в своё поместье. В 1793 году маркиз тайно эмигрировал в Швейцарию, откуда вернулся в  1800 году, с началом правления Бонапарта. В 1814 году Дрё-Брезе приветствовал Людовика XVIII, приехавшего из Англии,  в  порту Кале,  и возобновил свои обязанности в качестве Обер-церемониймейстера Франции. Пэр Франции.

## Семья
У него было три сына от его супруги Аделаиды Филиппины де Кюстин:
- Сципион (1793-1845) - следующий обер-церемониймейстер.
- Эммануэль (1797-1848);
- Пьер Симон (1811-1893) — епископ Муленской епархии.